# マーガレット・マレー (第17代グレイ女卿)
第17代グレイ女卿マーガレット・マレー（英語: Margaret Murray, 17th Lady Gray、旧姓グラント（Grant）、1821年4月14日 – 1878年5月27日）は、スコットランド貴族。

## 生涯
ジョン・グラント（John Grant）とマーガレット・グレイ（Margaret Gray、1802年12月10日 – 1822年4月24日、第14代グレイ卿フランシス・グレイの娘）の娘として、1821年4月14日に生まれた。
1840年11月10日、デイヴィッド・ヘンリー・マレー（David Henry Murray、1811年2月9日 – 1862年9月5日、第3代マンスフィールド伯爵デイヴィッド・ウィリアム・マレーの息子）と結婚した。
1869年2月20日に母方の伯母にあたる第16代グレイ女卿マデリーナ・グレイが死去すると、グレイ女卿の爵位を継承した。
1878年5月27日に子供のないまま死去、母方の祖父である第14代グレイ卿の姉にあたるジーン・グレイ（Jean Gray、1743年7月5日洗礼 – 1786年2月19日）の孫第14代マリ伯爵ジョージ・ステュアートが爵位を継承した。